# Сид Юди
Сидни Реймънд „Сид“ Юди (роден на 16 декември 1960) е американски кечист.
Той е най-добре познат под сценичните си имена Сид Вишъс, Сид Джъстис, Сайко Сид, или накратко Сид, и за службата му в World Championship Wrestling (WCW) и World Wrestling Federation (WWF, сега WWE). Между тези компании, Юди е получавал главен шампионски успех и се е бил пред интернационална телевизионна публика за четири десетилетия от 80-те до ранните 2000.
Юди е четирикратен световен шампион, притежавайки Световната титла тежка категория на WWF двукратно и Световната титла в тежка категория на WCW двукратно. В допълнение към шампионския му успех, Юди е бивш Шампион в тежка категория на Съединените щати на WCW. По време на работата си в WWF и WCW, Юди е оглавявал много главни pay-per-view турнири и от двете организации, оглавявал КечМания 8 и 13 през 1992 и 1997 съответно, както Звездното шоу, конкурентното събитие на WCW, през 2000.
Почива на 26 август 2024 година от рак.

## В кеча
- Финални ходове
  - Arm trap crossface[4][5] – 2000
  - Задушаващо тръшване[1][2][3]
  - Release powerbomb[2][3]
- Ключови ходове
  - Big boot[6][7]
  - Body avalanche[6][8]
  - Camel clutch[9][10][11]
  - Cobra clutch slam[10][12][13]
  - Front powerslam[14]
  - Крак-брадва[6][15][16]
  - Military press slam[17]
  - Nerve hold[15]
  - Sidewalk slam[9]
  - Spinebuster[18]
- Мениджъри
  - Оли Андерсън
  - Тед Дибиаси[19]
  - Оливър Хъмпърдинк[20]
  - Теди Лонг[19]
  - Полк. Робърт Паркър[19]
  - Харви Уипълмен[21]
- Прякори
  - "(Самопровъзгласилия се) Господар и Владетел на света"[1][3]
  - „Хилядолетния“[1][2][14]
  - „Психо“[1]
  - „Психопата“[1]
- Музика
  - "War Machine" на Kiss (CWF)
  - "100 000 Years" на Kiss (WCCW/USWA)
  - "Crying in the Rain" на Whitesnake[22] (NJPW)
  - "China White" на Scorpions (WCW)
  - "Sirius" на The Alan Parsons Project (UWF)
  - "Snapped" на Джим Джонстън[23] (WWF/E)

## Шампионски титли и отличия
- American Wrestling Federation
  - Шампион в супер тежка категория на AWF (1 път)[24]
- Continental Wrestling Association
  - Шампион в тежка категория на CWA (1 път)[25]
- NWA Northeast
  - Североизточен шампион в тежка категория на NWA (1 път)[26]
- Pro Wrestling Illustrated
  - Завръщане на годината (1996)
- Southeastern Championship Wrestling
  - Югоизточен шампион в тежка категория на NWA (Северна дивизия) (1 път)[27]
  - Югоизточен отборен шампион на NWA (1 път) – с Шейн Дъглас[28]
- United States Wrestling Association
  - Шампион в тежка категория на Тексас на USWA (1 път)[29]
  - Обединен световен шампион в тежка категория на USWA (2 пъти)[30]
- World Championship Wrestling
  - Световен шампион в тежка категория на WCW (2 пъти)[31][32]
  - Шампион в тежка категория на Съединените щати на WCW (1 път)[33]
- World Wrestling Federation/WWE
  - Световен шампион в тежка категория на WWF (2 пъти)[34][35]
- Wrestling Observer Newsletter
  - Най-лошият мач на годината (1990) срещу Найтстолкър
  - 5 звезден мач (1991) с Рик Светкавицата, Лари Зъбиско, и Бари Уиндам срещу Брайън Пилман, Стинг, Рик Стейнър и Скот Стейнър (24 февруари, Мач Военни игри, КечВойна)
  - Най-надценен (1993)
  - Най-малко любимият кечист на читателите (1993)
  - Най-лоши интервюта (1999)